# خلو توماس
خلو توماس (به انگلیسی: Khleo Thomas) (زاده ۳۰ ژانویه ۱۹۸۹)، بازیگر ، خواننده، رپر آمریکایی است.
از فیلم‌های معروف او می‌توان به بازی در فیلم سربلند، رول بانس، به یاد داشته باشید، فصل طوفان و شهر بوگی اشاره کرد.